# 斯卡羅 (超時空奇俠)
斯卡羅（Skaro）是英劇《神秘博士》的一顆虛構行星。它由泰勒·納什所創造，是劇中著名反派戴立克的母星。
在《戴立克》（1963–64）中，斯卡羅被描述為它的行星系中第12顆行星，而在《戴立克的創世紀》（1975）中，斯卡羅被描述為位於「第七星系」。 並有數個衛星環繞：Flidor、 Falkus和Omega Mysterium， Falkus被描述為戴立克的人造衛星，作為最後的庇護所。